# Hedcylindersnäcka
Hedcylindersnäcka (Truncatellina cylindrica) är en snäckart som först beskrevs av Férrusac 1807.  Hedcylindersnäcka ingår i släktet Truncatellina, och familjen grynsnäckor. Arten är reproducerande i Sverige.